# Хоринськ
Хоринськ (рос. Хоринск) — село (з 1973 по 1990 — селище міського типу), адміністративний центр Хоринського району, Бурятії Росії. Входить до складу Сільського поселення Хоринське.
Населення — 8138 осіб (2015 рік).